# Peter Sury (Schultheiss, 1624)
Peter Sury der Jüngere (getauft am 5. März 1624 in Solothurn; † 21. September 1679 ebenda; heimatberechtigt ebenda) war ein Solothurner Schultheiss und Landvogt.

## Leben und Wirken
Peter Sury wurde 1624 in Solothurn geboren. Seine Eltern waren der Hauptmann Peter Sury, der in Lothringen fiel, und Magdalena Tugginer. Er heiratete 1642 Anna Maria, Tochter des Jakob Wallier. Sein Grossvater war der Schultheiss Peter Sury der Ältere († 1620), seine Onkel Hans Ulrich sowie Heinrich Sury und sein Cousin Johann Viktor Sury.
Sury wurde 1643 Solothurner Grossrat, 1653 Jungrat, 1657 Gemeinmann und 1660 Altrat sowie Seckelmeister. Von 1650 bis 1653 war er Vogt zu Bechburg und wurde 1673 Venner sowie von 1674 bis 1679 Schultheiss. Sury führte für eine kurze Zeit die antifranzösische Opposition an, kehrte jedoch dann zu der «für Solothurn üblichen Ergebenheit gegenüber Frankreich» zurück.

## Belege
1. 1 2  Erich Meyer: Peter (der Jüngere) Sury. In: Historisches Lexikon der Schweiz.  25. Juli 2012.

| Personendaten    | Personendaten                        |
| ---------------- | ------------------------------------ |
| NAME             | Sury, Peter                          |
| ALTERNATIVNAMEN  | Sury, Peter der Jüngere              |
| KURZBESCHREIBUNG | Solothurner Schultheiss und Landvogt |
| GEBURTSDATUM     | 5. März 1624                         |
| GEBURTSORT       | Solothurn, Schweiz                   |
| STERBEDATUM      | 21. September 1679                   |
| STERBEORT        | Solothurn, Schweiz                   |